# نونو ديوغو
نونو ديوغو (بالبرتغالية: Nuno Miguel Pereira Diogo) هو لاعب كرة قدم برتغالي، ولد في 13 يونيو 1981 في لشبونة في البرتغال. لعب مع سبورتينغ لشبونة ب وسي إف آر كلوج ونادي أولهانينسي ونادي براشوف ونادي ليتشويس.

## وصلات خارجية
- نونو ديوغو على موقع قاعدة بيانات كرة القدم.إي يو (الإنجليزية)
- نونو ديوغو على موقع Soccerway.com (الإنجليزية)
- نونو ديوغو على موقع عالم كرة القدم.نت (الإنجليزية)
- نونو ديوغو على موقع AS.com (الإسبانية)